# Autovía Trelew-Gaiman
La Autovía de Trelew-Gaiman es una autovía argentina perteneciente a la Red de Carreteras del Estado, que comienza en Trelew y finaliza en Gaiman, destinada a mejorar la vinculación entre ambas ciudades. En el año 2012, finalizó la construcción de la primera fase, 12 kilómetros de los 26 proyectados. A finales de 2022, se anunciaron más fondos para poder terminar esta obra considerada prioritaria, la cual se estima necesitará más de 7.000 millones de pesos para completarse.
Surge como actualización y desdoble de una parte del trazado de la antigua y extensa Ruta Nacional 25, que une poblados del Valle inferior del río Chubut, con la intención de obtener un rápido conector para más de 110 mil habitantes cuando esté concluida. 

## Generalidades

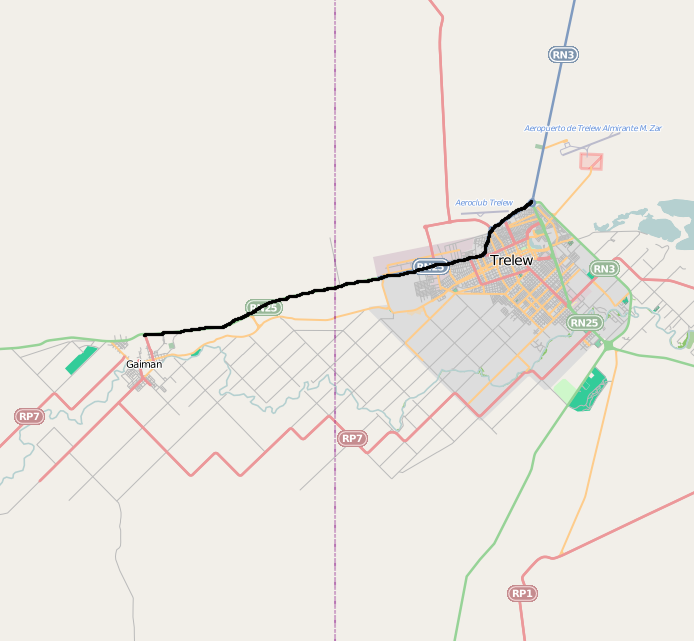
Mapa con el trazado de la autovía

La primera etapa de la autovía entre Trelew y Gaiman (anunciada en 2008) contemplaba una longitud de 26,1 km, e incluía la circunvalación del Parque Industrial Trelew, construcción de la segunda calzada y banquinas pavimentadas, remodelación de las intersecciones con acceso norte a Trelew, con la Ruta Provincial 8 y con el acceso Trelew por Avenida La Plata, además de la modificación del acceso Bajada Perdomo, y una pasarela peatonal elevada sobre la Avenida Presidente Perón. Todo lo anterior contribuiría a la seguridad vial de un trayecto sumamente transitado tanto por vehículos livianos como pesados dado las numerosas fábricas con las que cuenta el Parque Industrial.
Las principales obras consistieron en la duplicación de calzadas, con un cantero central, desagües, banquinas externas e internas, intersecciones, rotondas y accesos, así como señalización horizontal y vertical.
La obra se extiende por más de 12 km, y generó un gasto de $ 137.053.706,64. Fue ejecutada por la empresa Contratista Rovella Carranza S.A. – Rodalsa (U.T.E). La obra básica, estructura granular, pavimento flexible y obras complementarias corresponde a la Ruta Nacional 25, y se complementa con la construcción de la Autopista Trelew-Puerto Madryn sobre la Ruta Nacional N° 3. Fue inaugurada el 15 de diciembre de 2012 por la presidenta Cristina Fernández y el gobernador Martín Buzzi.
En 2023, el ministro de Infraestructura de Chubut, Gustavo Aguilera, anunció una serie de inversiones en rutas de la provincia, incluyendo el avance de la Autovía Trelew-Gaiman, que se licitaría en el primer semestre del año.